# Whenever, Wherever
«Whenever, Wherever» (с англ. — «Неважно когда, неважно где») — песня колумбийской певицы Шакиры из её первого англоязычного и третьего студийного альбома Laundry Service. Она была выпущена 2 октября 2001 года на лейбле Epic Records в качестве главного сингла с альбома. Песня написана и спродюсирована Шакирой и Тимом Митчеллом; также в написании песни принимала участие латиноамериканская певица Глория Эстефан. «Whenever, Wherever» является поп-песней, которая включает в себя элементы этнического ритма и музыки инков.
После релиза «Whenever, Wherever» получил в основном одобрительные отзывы от музыкальных критиков, которые похвалили произведение. Песня стала прорывом, достигнув пика на шестой строке в американском Billboard Hot 100. Таким образом, он стал самым успешным синглом в стране. Он остается популярным даже после выхода «Hips Don't Lie», который достиг первой строки в чарте в 2006 г. Трек возглавил чарты двадцати двух стран, включая Колумбию и большую часть Латинской Америки, Европы и Океании. С продажами 8,5 миллионов копий по всему миру, песня стала самым крупным хитом в 2001 г. Эта песня стала «визитной карточкой» Шакиры.

## Предпосылка и релиз
После выпуска второго главного альбома Dónde Están los Ladrones? в 1998 г., получившего огромный успех, Шакиры выпустила пятый альбом MTV Unplugged: Shakira в 2000 г. Однако, Шакира хотела прославиться в мире с песнями на английском. Шакира сказала: «Прежде чем пойти на этот сложный шаг — написать песню на английском и сделать мой первый альбом на английском и представить его миру… конечно, я была готова к этому и немного боялась… вру, очень боялась. Но я знала, что сделаю это, и мои инстинкты всегда подсказывали мне двигаться вперед и прыгнуть в омут с головой». Впоследствии «Whenever, Wherever» был выпущен в качестве её главного дебютного сингла 27 сентября 2001. В то же время испанская версия под названием «Suerte» (что означает Удача) была выпущена на испаноязычные рынки.

## Композиция
«Whenever, Wherever» была написана и спродюсирована Шакирой и Тимом Митчеллом; также в написании песни принимала участие латиноамериканская певица Глория Эстефан. В плане музыкального звучания песня является смешением поп-музыки и этнического ритма с традиционными латиноамериканскими инструментами: чаранго и флейтой кена. «Whenever Wherever» была написана в тональности до-диез минор. Песня была сочинена под влиянием музыки инков при участии чаранго и флейт Пана. На флейтах пана сыграл Энди Ф. Доулинг из Северного Айшира в Шотландии.
Лирически «Whenever, Wherever» рассказывает о судьбе, которая играет главную роль в жизни Шакиры. Она начинается с игры гитары, чем-то напоминающую четырёхнотный рифф из песни Pink Floyd «Shine On You Crazy Diamond», после которого начинается песня. Потом Шакира рассказывает о том, что пошла бы за парнем даже на верхушку горы, рискуя жизнью и частями тела, чтобы уединиться с ним. Перед припевом она поет: «le ro lo le lo le, Le ro lo le lo le’s». В припеве она поет: «Whenever, wherever/We’re meant to be together/I’ll be there and you’ll be near/And that’s the deal my dear.» (рус. Неважно где, неважно когда/Нам суждено быть вместе/Я буду там, а ты - рядом/Вот так и будет, милый)

## Отзывы критиков
«Whenever Wherever» получил во многом отличные отзывы от музыкальных критиков. Алекс Хендерсон из Allmusic высоко оценил песню, написав, что она «заразительна», и «она для Шакиры все равно, что 'Livin' la Vida Loca для Рики Мартина: главный англоязычный хит, который помог ей переключиться на англоязычную публику с большим размахом». Лиза Оливер из Yahoo! Music назвала её ведущим треком с альбома и добавила: «несмотря на смущающие слова о том, что она счастлива, какая у неё маленькая и неприметная грудь, а то бы он перепутал её с горами, она все равно заставляет тебя оживиться и захотеть такие же брюки, как на ней». Алексис Петридис из The Guardian похвалил фразу, сказав, что её «трудно забыть». Веб-сайту Bland Is Out There также понравилась фраза, отметив что: «это самое удачно подходящее торжественное двустишие для радиохита во все времена». «Suerte» также посвящен испаноязычный обзор, который был выше всех похвал, потому что «на английском вокал Шакиры более хриплый и гнусавый. А на родном языке он возвышенный и грациозный». Дэвид Брауни из Entertainment Weekly заметил: «у песни есть дерзкое очарование латиноамериканского попа». Билл Лэмб из About.com поставил песню на 3 место в «Top 5 Pop Songs».

## Появление в чарте

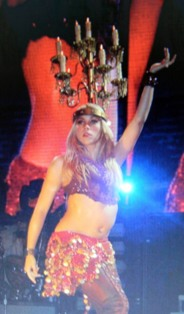
Шакира исполняет «Whenever, Wherever» во время Tour of the Mongoose.

«Whenever, Wherever» был самым успешным синглом до появления «Hips Don't Lie», который был выпущен в 2006 г. с продажами как минимум 5 миллионов копий по всему миру согласно Yahoo! Music и который попал на семнадцатое место в списке самых продаваемых синглов за последнее десятилетие. В США «Whenever, Wherever» дебютировал на 76 строке в Billboard Hot 100 и достиг пика на шестой строке. Таким образом, он стал её первым синглом топ-10 в чарте. Вдобавок, трек достиг первой строки, третьей и четвёртой в Billboard Hot Latin Tracks, Latin Pop Airplay, Hot Dance Club Play и Top 40 Tracks соответственно. В Канаде песня достигла 4 строки. В Австралии песня дебютировала на первой строке 2 октября 2000 г., остававшись на верхушке шесть недель. В Новой Зеландии песня дебютировала 39 позицией в RIANZ 20 января 2002 и держалась на первой позиции четыре недели. Она провела 8 недель подряд на верхушке, став для неё синглом с самыми высокими позициями в чартах.
В Европе «Whenever, Wherever» получила огромных успех, достигнув верхушки чартов в более, чем пятнадцати странах, что помогло Шакире быстро утвердиться на европейском поприще. В Великобритании песня стала первой для Шакиры, достигшей топ-3 в UK Singles Chart, достигнув второй позиции и продержавшись на ней две недели, и в итоге проведя десять недель в топ-10 в чарте, и девять недель в топ-75. Песня на данный момент считается семнадцатой самой продаваемой песней артистки в 21-м веке в Великобритании. Это также тридцать восьмой самый продаваемый сингл десятилетия 2000-х в Великобритании. В Австрии песня держалась на верхушке семь недель, а во Франции четыре недели. В Италии песня дебютировала первой позицией, оставаясь на верхушке ещё одну неделю. Позднее она упала до 4 номера, поднялась до 2 позиции и снова возглавила верхушку. Позже она снова опустилась до 2 строки и поднялась на верх опять. Потом снова на 2 строку и поднялась до первой, где оставалась ещё две недели, проведя в общей сложности семь недель подряд на верхушке чарта. В Швейцарии песня дебютировала девятой позицией в чарте и на следующей неделе достигла первой позиции, где оставалась в общей сложности семнадцать недель подряд, став двадцать второй самой успешной песней за декаду в этой стране. Возглавляя чарты 17 недель, она также поставила рекорд за самое продолжительное нахождение на первой позиции в стране. В феврале 2014 г. «Whenever, Wherever» вошла в UK Singles Chart на 99 позиции.
Испанская версия «Suerte», также написанная Шакирой и Митчеллом, была выпущена синглом в Испании, Мексике, а также в нескольких странах Южной Америки. Она стала большим хитом, достигнув пика на первой позиции в Billboard's Hot Latin Tracks семнадцать недель подряд и оставалась в топ-10 чарта четыре месяца. Она также попала в чарты в почти всех англоязычных стран, где была выпущена.

## Клип

Шакира после прыжка из океана в клипе «Whenever, Wherever».

Клип был снят режиссёром Фрэнсисом Лоуренсом перед зелёным экраном и показывает своеобразное путешествие Шакиры по миру, в котором она танцем изображает явления природы. Он начинается с того, что она находится в океане, потом появляются скалы и ландшафт гор. Далее она появляется в пустыне, где она начинает танцевать среди стада лошадей. Стадо неожиданно исчезает, и Шакира падает на колени в неглубокую лужу грязи и начинает ползти по ней. К концу видео она стоит на вершине снежной горы, спрыгивает в воду и погружается глубже, таким образом завершая клип на том, с чего он начинался.
Клип моментально стал хитом на музыкальных каналах. Он стал первым видео Шакиры, которое вышло в программе MTV Total Request Live. Клип достиг первой позиции за одну неделю на канале MuchMusic в программе Countdown. Выиграл Latin Grammy Award в 2002 г. в категории «Лучшее Короткометражное Музыкальное Видео». Существуют два видеоремикса: Tracy Young Spin Cycle Mix и Tracy Young Tribal Mix.

## Другие версии и живые выступления
Шакира записала студийную версию живого выступления «Whenever, Wherever», которая была использована для выступлений по ТВ на английском и испанском языках. Она была названа «TV Edit». Она спела оригинальную CD версию только однажды на 2001 Radio Music Awards, где она исполнила песню вживую в первый раз. Ремикс песни был включен в переизданный Laundry Service, Laundry Service: Washed & Dried. Он назывался «Sahara Mix» и совершенно отличался от оригинальной версии, которая должна звучать явно в ближневосточном духе. Для мирового турне Tour of the Mongoose Шакира применила барабаны в начале песни «Sahara Mix» и включила их в вступление оригинальной версии «Whenever, Wherever/Suerte», что дало Шакире побольше побыть с публикой. Она также включила это же вступление в «Whenever, Wherever/Suerte» для второго мирового турне Oral Fixation Tour. Однако для этого тура она станцевала под барабаны с веревкой, в противопоставление её танца с канделябром на голове во время Tour of the Mongoose. Чтобы прорекламировать DVD Live & Off the Record, Шакира использовала песню как второй сингл, исправив оригинальную версию на радио и видео версию, которые она включила в проморолик «Poem to a Horse». Во время The Sun Comes Out World Tour Шакира придала песне более «роковое» звучание, смешав её с кавер-версией английской группы EMF's «Unbelievable», и пригласила выборочно девушек из публики на сцену для короткого танцевального урока.

## Список композиций
| Japanese single(EICP 53) 1. «Whenever, Wherever» — 3:17 2. «Objection (Tango)» — 3:43 European single(671913 3) 1. «Whenever, Wherever» — 3:16 2. «Suerte» — 3:14 Suerte European single(671913 9) 1. «Suerte» — 3:14 2. «Whenever, Wherever» — 3:16 Australia(672196 2) 1. «Whenever, Wherever» — 3:16 2. «Suerte» — 3:14 3. «Whenever, Wherever»(TV Edit) — 3:39 4. «Inevitable» — 3:13 Europe(671913 8) 1. «Whenever, Wherever»(Album Version) — 3:16 2. «Whenever, Wherever»(TV Edit) — 3:39 3. «Suerte»(Album Version) — 3:14 4. «Suerte»(TV Edit) — 3:38 Europe CD Maxi single(EPC 671913 2) 1. «Whenever, Wherever» — 3:16 2. «Suerte» — 3:14 3. «Estoy Aqui» — 3:55 4. «Tú» — 3:36 Europe 4-track WW(672426 2) 1. «Whenever, Wherever» — 3:16 2. «Suerte» — 3:14 3. «Whenever, Wherever»(Tracy Young’s Spin Cycle Mix) — 7:03 4. «Whenever, Wherever»(Video) WW/Suerte Europe(671913 7) 1. «Whenever, Wherever»(TV Edit) — 3:39 2. «Suerte» — 3:14 3. «Estoy Aqui» — 3:52 4. «Tú» — 3:36 5. «Whenever, Wherever»(Tracy Young’s Spin Cycle Mix) — 7:03 6. «Whenever, Wherever»(Dark Side of the Moon Mix) — 7:45 UK promo(HPCD 2617 / XPCD 2617); USA promo(ESK 16691) 1. «Whenever, Wherever» — 3:16 Australia promo(SAMP 2414); Brazil promo(900051/2-502605); Europe promo(SAMPCS 10588) 1. «Whenever, Wherever» — 3:16 2. «Suerte» — 3:14 | Europe promo(SAMPCS 12236) 1. «Whenever, Wherever»(Sahara Mix) — 3:56 2. «Whenever, Wherever»(Hammad Belly Dance Mix) — 3:45 Suerte Argentina promo(DEP 707); Suerte Mexico promo(PRCD 98424) 1. «Suerte» — 3:14 2. «Whenever, Wherever» — 3:16 UK 1-track promo(CDR ACETATE) 1. «Whenever, Wherever» — 3:16 UK 2-track promo(CDR ACETATE) 1. «Whenever, Wherever»(Tracy Young Tribal Mix) — 9:40 2. «Whenever, Wherever»(Tracy Young Tribal Mix Radio Edit) — 3:15 Australia(CDR ACETATE) 1. «Whenever, Wherever»(Tracy Young’s Spin Cycle Mix) — 7:02 2. «Whenever, Wherever»(Acapella 121 BPM) — 3:36 3. «Whenever, Wherever»(Tee’s Blue Dub — New Version) — 7:37 4. «Whenever, Wherever»(The Dark Side of the Moon Mix) — 8:14 Europe 12" vinyl(671913 6) 1. «Whenever, Wherever» — 3:16 2. «Whenever, Wherever»(Tracy Young’s Spin Cycle Mix) — 7:03 3. «Whenever, Wherever»(A Capella 121 Bpm) — 3:37 4. «Whenever, Wherever»(Tee’s Blue Dub — New Version) — 7:37 5. «Whenever, Wherever»(The Dark Side of the Moon Mix) — 7:45 USA 7"(ZSS79642B)(34-79642) 1. «Whenever, Wherever» — 3:36 2. «Suerte» — 3:14 Mexico jukebox 7" vinyl(670037) 1. «Suerte» — 3:14 2. «Te Aviso Te Anuncio (Tango)» — 3:47 WW Europe 12"(SAMPMS 12235-0122356000) 1. «Whenever, Wherever»(Sahara Mix) — 3:56 2. «Whenever, Wherever»(Hammad Belly Dance Mix) — 3:45 USA 4-track 12"(EAS-16691-S1) 1. «Whenever, Wherever»(Tracy Young’s Spin Cycle Mix) — 7:03 2. «Whenever, Wherever»(A Capella 121 BPM) — 3:37 3. «Whenever, Wherever»(Tee’s Blue Dub) 4. «Whenever, Wherever»(The Dark Side of the Moon Mix) — 7:45 Cassette(672426 4) 1. «Whenever, Wherever»(Album Version) — 3:16 2. «Suerte»(Album Version) — 3:14 3. «Whenever, Wherever»(The Dark Side of the Moon Mix) — 7:45 |

## Чарты
| Чарт(2001/02)                                               | Наивысшая позиция |
| ----------------------------------------------------------- | ----------------- |
| Австралия (ARIA)                                            | 1                 |
| Австрия (Ö3 Austria Top 40)                                 | 1                 |
| Бельгия/Фландрия (Ultratop 50)                              | 1                 |
| Бельгия/Валлония (Ultratop 50)                              | 1                 |
| Канада (Billboard Canadian Hot 100)                         | 4                 |
| Дания (Tracklisten)                                         | 1                 |
| Европа (Billboard European Hot 100 Singles)                 | 1                 |
| Финляндия (Suomen virallinen lista)                         | 1                 |
| Франция (SNEP)                                              | 1                 |
| Германия (GfK)                                              | 1                 |
| Greece (IFPI Greece)                                        | 1                 |
| Венгрия (Rádiós Top 40)                                     | 1                 |
| Ирландия (IRMA)                                             | 1                 |
| Италия (FIMI)                                               | 1                 |
| Япония (Billboard Japan Hot 100)                            | 8                 |
| Нидерланды (Single Top 100)                                 | 1                 |
| Новая Зеландия (Recorded Music NZ)                          | 1                 |
| Норвегия (VG-lista)                                         | 1                 |
| Portugal (Billboard)                                        | 1                 |
| Romania (Romanian Top 100)                                  | 2                 |
| Испания (PROMUSICAE)                                        | 1                 |
| Швеция (Sverigetopplistan)                                  | 1                 |
| Швейцария (Schweizer Hitparade)                             | 1                 |
| Великобритания (OCC UK Singles)                             | 2                 |
| США (Billboard Hot 100)                                     | 6                 |
| США (Billboard Hot Latin Songs) · Spanish version: "Suerte" | 1                 |
| США (Billboard Dance Club Songs)                            | 3                 |
| США (Billboard Pop Airplay)                                 | 4                 |

| Чарт (2002)                       | Позиция |
| --------------------------------- | ------- |
| Australian Singles Chart          | 2       |
| Austrian Singles Chart            | 1       |
| Belgian (Flanders) Singles Chart  | 3       |
| Belgian (Wallonia) Singles Chart  | 3       |
| Dutch Top 40                      | 2       |
| Finland (Suomen virallinen lista) | 8       |
| French Singles Chart              | 3       |
| Irish Singles Chart               | 4       |
| New Zealand Singles Chart         | 5       |
| Swiss Singles Chart               | 2       |
| UK Singles Chart                  | 7       |
| U.S. Billboard Hot 100            | 28      |

| (2000—2009)              | Позиция |
| ------------------------ | ------- |
| Australian Singles Chart | 21      |
| Dutch Top 40             | 6       |
| German Singles Chart     | 11      |
| UK Singles Chart         | 38      |